# Davallodes multidentata
Davallodes multidentata là một loài dương xỉ trong họ Davalliaceae. Loài này được M.Kato & Tsutsumi mô tả khoa học đầu tiên năm 2008.
Danh pháp khoa học của loài này chưa được làm sáng tỏ. 